# Lluís de Requesens i de Zúñiga
Lluís de Requesens i de Zúñiga   (Molins de Rei, 25 d'agost de 1528 - àrea metropolitana de Brussel·les, 5 de març de 1576) fou un militar, marí, diplomàtic i polític català.
Un retrat seu forma part de la Galeria de Catalans Il·lustres de l'Ajuntament de Barcelona.

## Biografia

### Família
Segon fill del comanador major de l'Orde de Sant Jaume de l'Espasa, Juan de Zúñiga-Avellaneda y Velasco, i d'Estefania de Requesens i Roís de Liori, el cognom de la qual anteposà al del pare per un acord matrimonial. Es va casar amb la filla del mestre racional Francesc Gralla i Desplà i de Guiomar d'Hostalric. Va ser el pare de Mencia de Requesens-Zuñiga i de Gralla, comtessa de Benavente i senyora de Martorell.

### Carrera
Va ser patge de Felip II quan aquest era príncep. El 1546 va morir el seu pare i l'emperador Carles I d'Espanya el nomenà comanador major de Sant Jaume i residí una temporada a Flandes. Retornà a Barcelona el 1549. El 1563 va aconseguir el favor reial per convertir-se en el seu representat a Roma. Va destacar en la seva lluita contra els pirates berberiscos el 1568 i contra la sublevació dels moriscos a la Rebel·lió de les Alpujarras entre el 1569 i el 1570, sempre al costat de Joan d'Àustria. Aquest fet propicià la seva participació en la batalla de Lepant (1571) contra l'armada turca com a lloctinent de Joan d'Àustria. Posteriorment fou designat governador del Milanesat entre el 1572 i 1573, on topà amb l'arquebisbe Carles Borromeo.
Felip II es va adonar cada cop més que la línia dura del duc d'Alba era contraproduent als Països Baixos i el nomenaren Governador dels Països Baixos per rellevar-lo, entre els anys 1573 i 1576 en plena, on va exercir una política moderada i procurà de dominar la revolta de les tropes espanyoles que hi havia a Anvers, tot i que finalment hi hagué de pactar. Arribà a Brussel·les el 17 de novembre del 1573, havent estat enviat als Països Baixos espanyols per a prosseguir amb una política més conciliadora després de la política de repressió desastrosa del Duc d'Alba. Requesens va atorgar un perdó generalitzat, va urgir la dissolució del Tribunal dels Tumults i l'abolició de les taxes sobre les vendes. Felip II, però, va defugir qualsevol negociació amb els rebels en els punts essencials que l'afectaven i d'altra banda els holandesos tampoc no estaven per gaires conciliacions. Així, encara que Requesens publiqués el perdó generalitzat el 5 de juny del 1574 i oferís intercanviar taxes sobre vendes a canvi de subvencions, va haver d'inclinar-se per la via militar amb un succés considerable. Fou derrotat a Middelburg i al setge de Leiden, tenint com a mestre de camp i home de confiança Francisco Valdés, però va vèncer a la batalla de Mook el 1574. La campanya militar va ser marcada per les revoltes de les tropes les quals, sovint mal pagades, represaliaven la població civil.
Lluís de Requesens morí exhaust el 5 de març de 1576 a Brussel·les quan assajava restablir l'ordre, si bé les seves restes foren traslladades a Barcelona el 1577 i s'enterraren a la capella de l'antic Palau Reial Menor.

### Podcasts
- Lluís de Requesens governador de Flandes a l'En Guàrdia! de Catalunya Ràdio (català)